# James Ivory
Pour les articles homonymes, voir James Ivory (homonymie) et Ivory (homonymie).
James Ivory, né le 7 juin 1928 à Berkeley (Californie), est un réalisateur et scénariste américain.

## Biographie
Sa mère est d'origine française.

« Malgré ou grâce à sa nationalité franco-américaine, il dépeint la société anglaise victorienne amoureusement, respectueusement et férocement. Le réalisateur possède le don rare du détail qui confère à chaque scène de ses films d'époque une authenticité. James Ivory nous offre un voyage dans le temps gracieux comme pouvait le faire Jacques Demy. »

— Paul Eden
La plupart de ses films ont été produits avec l'Indien Ismail Merchant (avec qui il a vécu en couple jusqu'à sa mort), au travers de leur société de production Merchant Ivory Productions fondée en mai 1961.
Ruth Prawer Jhabvala a écrit de nombreux scénarios pour ses films.

## Filmographie

### Réalisateur
Sauf indication contraire, les informations mentionnées dans cette section peuvent être confirmées par la base de données cinématographiques IMDb,  présente dans la section « Liens externes ».

#### Courts métrages
- 1953 : Four in the Morning
- 1957 : Venice : Theme and variations
- 1959 : The Sword and the Flute
- 1964 : The Delhi Way
- 1973 : Helen, Queen of the Nautch Girls

#### Longs métrages
- 1963 : The Householder
- 1965 : Shakespeare Wallah
- 1969 : Le Gourou
- 1970 : Bombay Talkie
- 1971 : Adventures of a Brown Man in Search of Civilization (en)
- 1972 : Sauvages
- 1975 : The Wild Party
- 1975 : Autobiographie d'une princesse (Autobiography of a Princess)
- 1977 : Roseland
- 1978 : Hullabaloo Over Georgie and Bonnie's Pictures (en)
- 1979 : Les Européens (The Europeans)
- 1980 : The Five Forty-Eight (en)
- 1980 : Jane Austen à Manhattan
- 1981 : Quartet
- 1983 : Chaleur et Poussière (Heat and Dust)
- 1984 : Les Bostoniennes (The Bostonians)
- 1986 : Chambre avec vue (A Room with a View)
- 1987 : Maurice
- 1989 : Esclaves de New York (Slaves of New York)
- 1990 : Mr and Mrs Bridge
- 1991 : Retour à Howards End (Howards End)
- 1993 : Les Vestiges du jour (Remains of the Day)
- 1995 : Jefferson à Paris (Jefferson in Paris)
- 1996 : Surviving Picasso
- 1999 : La fille d'un soldat ne pleure jamais (A Soldier's Daughter Never Cries)
- 2000 : La Coupe d'or (The Golden Bowl)
- 2003 : Le Divorce  (Le Divorce)
- 2005 : La Comtesse blanche (The White Countess)
- 2009 : City of Your Final Destination
- 2022 : Un été afghan

### Scénariste
- 2017 : Call Me by Your Name de Luca Guadagnino

## Distinctions

### Récompenses
- Lion d'argent à la Mostra de Venise 1987 pour Maurice[2]
- Prix du 45e anniversaire au Festival de Cannes 1992 pour Retour à Howards End
- Oscar du meilleur scénario adapté, 2018 pour Call Me by Your Name où il devient à 89 ans, le plus vieux récipiendaire d'un Oscar, pour l'adaptation du roman d'André Aciman
- BAFTA 2018 du meilleur scénario pour Call Me by Your Name

### Nominations
- Oscar du meilleur réalisateur 1987 pour Chambre avec vue
- Oscar du meilleur réalisateur 1993 pour Retour à Howards End
- Oscar du meilleur réalisateur 1994 pour Les Vestiges du jour

### Décorations
- Commandeur de l'ordre des Arts et des Lettres Il est fait commandeur lors de la promotion du 9 décembre 1996[3].